# Хосе Луїс Апарісі
Хосе Луїс Апарісі (ісп. José Luis Aparisi; нар. 11 березня 1969) — колишній іспанський тенісист.
Найвищу одиночну позицію світового рейтингу — 142 місце досяг 11 вересня 1989, парну — 129 місце — 20 травня 1991 року.

## Титули на челленджерах

### Парний розряд: (1)
| Ранг | Рік  | Турнір         | Покриття | Партнер     | Суперники                   | Рахунок  |
| ---- | ---- | -------------- | -------- | ----------- | --------------------------- | -------- |
| 1.   | 1990 | Lins, Бразилія | Ґрунт    | Хосе Клавет | Хав'єр Франа Агустін Морено | 7–6, 6–3 |